# Droga wojewódzka nr 194
Droga wojewódzka nr 194 (DW194) – droga wojewódzka klasy G w środkowej części Polski w województwie wielkopolskim z Poznania przez Kobylnicę i Pobiedziska do drogi S5 na północ od Gniezna. W całości poprowadzona starym śladem drogi krajowej nr 5. Przebiega przez powiaty: poznański i gnieźnieński.
W 2017 roku dokonano zmiany przebiegu trasy. Wcześniej droga przebiegała z Wyrzyska przez Gołańcz do drogi DW241 w kierunku Wągrowca (32 km długości). Przebiegała przez powiaty: pilski i wągrowiecki. Jej stary przebieg w całości został włączony w DW242. Według danych zawartych na stronie internetowej Wielkopolskiego Zarządu Dróg Wojewódzkich (WZDW) we wcześniejszych latach odcinek drogi od węzła Gniezno Południe, prowadzący przez miasto Gniezno, aż do miejscowości Modliszewko posiadał oznaczenie robocze „194A”, choć formalnie nie miał wtedy przypisanego żadnego numeru. Droga na Mapach Google została naniesiona dopiero w październiku 2019 roku, chociaż wciąż oznaczony jest w nich stary przebieg. W grudniu 2021 roku, na podstawie Zarządzenia nr 31 Generalnego Dyrektora Dróg Krajowych i Autostrad z dnia 15 grudnia 2021 r., droga oficjalnie wydłużona została od węzła nr 27 (węzeł "Gniezno Południe") przez Gniezno, Łabiszynek i Modliszewko do węzła nr 24 (węzeł "Mieleszyn") na drodze ekspresowej S5.

## Dopuszczalny nacisk na oś
Od 13 marca 2021 roku na drodze dozwolony jest ruch pojazdów o nacisku pojedynczej osi napędowej do 11,5 tony, z wyjątkiem miejsc oznaczonych znakiem zakazu B-19.

### Do 13 marca 2021 r.
Wcześniej na całej długości drogi dopuszczalny był ruch pojazdów o nacisku na oś do 8 ton.

## Miejscowości leżące przy trasie DW194
- Poznań
- Bogucin
- Janikowo
- Kobylnica
- Bugaj
- Biskupice
- Jerzykowo
- Pobiedziska
- Kocanowo
- Lednogóra
- Łubowo
- Woźniki
- Skiereszewo
- Gniezno
- Goślinowo
- Łabiszynek
- Modliszewo
- Modliszewko
- Mielno

### Dawny przebieg
- Wyrzysk
- Osiek nad Notecią
- Lipa
- Smogulec
- Potulin
- Gołańcz
- Morakówko
- Morakowo